# Domenico Damis
Domenico Damis (né à Lungro, le 24 février 1824, mort à Lungro, le 4 octobre 1904) est un général, un homme politique et un patriote italien.

## Biographie
Né à Lungro, une ville de langue albanaise, qui fait partie à cette époque de la province de « Calabria Citeriore » du royaume des Deux-Siciles. Il étudie à l'université de Naples, il en sort diplômé en jurisprudence en 1847. À Naples, il adhère à la Giovine Italia de Giuseppe Mazzini et comme beaucoup d'autres jeunes calabrais de langue albanaise, et le 15 mars 1844, il participe à Cosenza avec Domenico Mauro, au cri d'Italia e Costituzione, à une malheureuse émeute anti-Bourbons réprimée dans le sang ,.
Il reprend les armes quand, en Calabre une nouvelle émeute éclate après le coup de force de Ferdinand II des Deux-Siciles du 15 mai 1848 lorsqu'il dissous le Parlement constitutionnel du royaume des Deux-Siciles. Domenico Damis, avec Giuseppe Pace, est nommé commissaire civil du district de Castrovillari dans le comité de salut-public avec pour objectif la poursuite de la Révolution et le recrutement de volontaires pour la création d'un corps armé. Le 30 juin 1848, au passage de Campotenese, il y a un affrontement entre les patriotes calabrais et les troupes bourboniennes du général Lanza. Damis est arrêté et le 9 août 1852, il est condamné à 25 ans de mise aux fers pour conspiration et enrôlement de bandes armées.
Envoyé au bagne de Nisida en 1858, la peine est commuée en exil perpétuel du royaume des Deux-Siciles avec 65 autres prisonniers politiques. En avril 1859, le navire, sur lequel sont embarqués les prisonniers pour être déportés en Argentine, est détourné vers le Royaume-Uni grâce à un coup de force de Raffaeli Settembrini, fils de Luigi.
En mai 1860, alors installé dans le Piémont, Damis s'embarque à Quarto avec les Mille. Après s'être battu valeureusement en Sicile (il y obtient deux décorations, une première promotion au grade de capitaine, et une deuxième au grade de colonel), Damis est invité en Calabre par Giuseppe Garibaldi avec Ferdinando Bianchi, Francesco Stocco et Giuseppe Pace, à préparer l'insurrection en Calabre avant le débarquement des troupes de Garibaldi en Sicile. Il participe à l'entreprise de Garibaldi jusqu'au siège de Capoue (où il perd un œil) et à la bataille de Volturno.
Il continue sa carrière militaire dans l'armée italienne avec le grade de lieutenant général. Il est, plusieurs fois, élu député par le collège de Castrovillari.

## Sources
- (it) Cet article est partiellement ou en totalité issu de l’article de Wikipédia en italien intitulé « Domenico Damis » (voir la liste des auteurs).